# أورلاندو كروز
أورلاندو كروز مواليد 1 يوليو 1981 في بورتوريكو، هو ملاكم محترف بورتوريكي يصنف ضمن فئة الوزن الخفيف بدأ مسيرته الاحترافية سنة 2000 حيث انتصر في نزاله الأول. شارك في دورة الألعاب الأولمبية الصيفية سنة 2000.

## المسيرة الاحترافية
من نزالاته:
- خسر أمام أورلاندو ساليدو بالضربة الفنية القاضية (12-10-2013).
- خسر أمام دانيال بونس دي ليون بالضربة القاضية (20-02-2010).
- خسر أمام كورنيليوس لوك بالضربة الفنية القاضية (19-09-2009).

## إحصائيات
خاض خلال مسيرته 34 نزالا، فاز في 25 وتعادل في 2 وخسر في 7. فاز بالضربة القاضية في 13 نزالا.

## روابط خارجية
- أورلاندو كروز على موقع بوكس ريك (الإنجليزية) (registration required)
- أورلاندو كروز على موقع أوليمبيديا (الإنجليزية)